# Imperium internum
Imperium internum (lat. ‚Das innere Reich‘) ist das 1999 erschienene Debütalbum der ursprünglich als Forthcoming-Fire-Nebenprojekt gegründeten Formation Von Thronstahl.

## Musikstil und Textinhalte
Stilistisch ist das Material als Martial Industrial einzuordnen, es enthält aber auch stark Neofolk-beeinflusste Stücke.
Das Album enthält neben selbst eingesungenen und gesprochenen Passagen von Josef Maria Klumb und seiner Lebensgefährtin auch fremde Sprachsamples und -passagen. Im Stück Sturmzeit ertönt ein Chor („In die neue Zeit!“) des Reichsarbeitsdienstes aus Leni Riefenstahls Triumph des Willens, einem von Adolf Hitler in Auftrag gegebenen Propagandafilm über den NSDAP-Reichsparteitag. Diese Arbeiter trugen im Film Spaten, diese finden sich auch auf einer Gruppenfotografie im Beiheft, auf dem Von Thronstahl mit Spaten in den Händen auf dem ehemaligen Reichsparteitagsgelände posieren. Diese Fotografie wurde auch in einem Verfassungsschutzbericht des Landes Nordrhein-Westfalen erwähnt.
Das Stück Pontifex solis (Das glühende Weiss) baut im Wesentlichen auf Auszügen aus der Predigt Rest oder Sekte des katholischen Pfarrers Hans Milch, welche sich wider den Zeitgeist des 20. Jahrhunderts richtet. Milch richtet sich an das einzelne Individuum Mensch, das für ihn einzigartig und von Gott erschaffen ist mit Worten, in denen die Werte „Zahl, Zeit, Mode, Mehrheit, Masse“ als „lauter Varianten und Ausdrucksformen des Nichts“ bezeichnet werden. Nie zuvor (dem 20. Jahrhundert) sei „so viel Zeit und Verstandeskraft an so viel Nichts verschwendet worden“. Von der Welt und der Masse gehasst, verfolgt und verachtet zu werden, wertet er als positiv – es müsse Widerstand gegen diese Zeitepoche und ihren Geist geleistet werden, in ihr zu leben sei als eine auferlegte Bürde zu verstehen. Von Thronstahl verbinden die Worte Milchs mit sanften Gitarrenklängen und einem ruhigen Marschrhythmus sowie den Worten „The Deepest Black - The Glowing White - The Burning Red - Such Beauty - Our Pride!“ (‚Das tiefste Schwarz - das glühende Weiß - das flammende Rot - welch Schönheit - unser Stolz!‘). Die Farbkombination Schwarz-Weiß-Rot bildete ab 1867 die Flagge des Norddeutschen Bundes und war von 1871 bis 1922 (sowie in Form der Hakenkreuzflagge von 1933 bis 1945) die Reichsfarbe des Deutschen Reiches. Das Beiheft der CD enthält ein Essay zu den Farben schwarz, weiß und rot aus alchemistischer Sicht, die gesamte Gestaltung der Seiten ist ebenfalls in diesen Farben gehalten.
Die gesprochene Kombination „Heimaterde, Mutterboden, Vaterland“ im gleichnamigen Stück wird ergänzt durch den gesampelten Satz „Weh dem, der keine Heimat hat“ aus Friedrich Nietzsches Gedicht Vereinsamt.
Der Satz „Drei Tropfen Blutes färben den Schnee“ wurde dem Bühnenweihfestspiel Parsifal von Richard Wagner entnommen. Mehrere Bilder im Beiheft der CD spielen auf dieses Stück an, das CD-Cover zeigt einen vor einem Altar mit dem heiligen Gral knienden Menschen, über den ein zwölfzackiges Sonnenrad aus Siegrunen scheint (vgl. Schwarze Sonne)
Noch blüht im Geist verborgen ist ein vertontes Gedicht von Uwe Nolte (Sänger der Gruppe Orplid), welches dem „kindlichen Königtum“ gewidmet ist. Dieses zerbricht an den Lügen, die auf dem Weg zum Erwachsenwerden in das Leben des Kindes Einzug halten und hinterlassen einen „verwaisten Herzensgrund“ auf dem der Mensch nunmehr „heimatlos umherrirrt“.

## Bewertung
Aufgrund der vielen positiven Bezüge zu nationalsozialistischer Ästhetik und der gegen die moderne Zeit gerichteten Haltung, die bei Betrachtung des Albums erkennbar wird, ist es – ebenso wie das gesamte Werk von Von Thronstahl – umstritten.
Kritiker werfen der Formation eine Verherrlichung der Zeit des Nationalsozialismus vor; Fans schätzen den als originell und einzigartig empfundenen Sound.

## Titelliste
1. Imperium internum
2. Vorwärts, die Raben der Endzeit
3. Schwarz, Weiss, Rot
4. The Majestic Return
5. Kristall/Kristur
6. Under the Mask of Humanity
7. Sturmzeit (version)
8. Heimaterde, Mutterboden, Vaterland
9. Noch Blüht Im Geist Verborgen
10. Atlantisches Tief
11. Turn the centuries (version)
12. Das Neue Reich
13. Drei Tropfen Blutes Farben Den Schnee
14. Pontifex solis (Das Glühende Weiss)